# Coupe de France de football 2010-2011
 (juillet 2018).
Navigation
Coupe de France 2009-2010 Coupe de France 2011-2012
La Coupe de France de football 2010-2011 est la 94e édition de la Coupe de France, une compétition à élimination directe mettant aux prises des clubs de football amateurs et professionnels à travers la France. Elle est organisée par la Fédération française de football (FFF) et ses ligues régionales. La compétition à élimination directe met aux prises des milliers de clubs amateurs et professionnels à travers la France.
Le Paris Saint-Germain est le tenant du titre. Le 14 mai 2011 le LOSC Lille Métropole remporte la compétition pour la 6e fois.

## Déroulement de la compétition
Le système est le même que celui utilisé les années précédentes.

## Calendrier[2]
| Tour                                                      | Nom                                  | Dates retenues                   | Équipes participantes | Équipes gagnantes |
| 1                                                         | Premier tour                         | Dates régionales                 |                       |                   |
| 2                                                         | Deuxième tour                        | Dates régionales                 |                       |                   |
| Entrée des 101 clubs de CFA 2                             |                                      |                                  |                       |                   |
| 3                                                         | Troisième tour                       | dimanche 19 septembre            |                       |                   |
| Entrée des 55 clubs de CFA                                |                                      |                                  |                       |                   |
| 4                                                         | Quatrième tour                       | dimanche 3 octobre               |                       |                   |
| Entrée des 21 clubs de National                           |                                      |                                  |                       |                   |
| 5                                                         | Cinquième tour                       | dimanche 17 octobre              |                       |                   |
| 6                                                         | Sixième tour                         | dimanche 31 octobre              |                       |                   |
| Entrée des 20 clubs de Ligue 2 et des 7 clubs d'Outre-Mer |                                      |                                  |                       |                   |
| 7                                                         | Septième tour                        | sam.-dim. 20-21 novembre         | 176                   | 88                |
| 8                                                         | Huitième tour                        | ven.-sam.-dim. 10-11-12 décembre | 88                    | 44                |
| Tableau final, entrée des 20 clubs de Ligue 1             |                                      |                                  |                       |                   |
| 9                                                         | Trente-deuxièmes de finale           | sam.-dim. 8-9 janvier            | 64                    | 32                |
| 10                                                        | Seizièmes de finale                  | sam.-dim. 22-23 janvier          | 32                    | 16                |
| 11                                                        | Huitièmes de finale                  | mar.-mer. 1er-2 février          | 16                    | 8                 |
| 12                                                        | Quarts de finale                     | mar.-mer. 1er-2 mars             | 8                     | 4                 |
| 13                                                        | Demi-finales                         | mar.-mer. 19-20 avril            | 4                     | 2                 |
| 14                                                        | Finale Stade de France (Saint-Denis) | samedi 14 mai                    | 2                     | 1                 |

| Tirages au sort     | Tirages au sort      |
| Tours               | Date                 |
| ------------------- | -------------------- |
| Septième tour       | mercredi 3 novembre  |
| Huitième tour       | mercredi 24 novembre |
| 32es de finale      | lundi 13 décembre    |
| Seizièmes de finale | dimanche 9 janvier   |
| Huitièmes de finale | dimanche 23 janvier  |
| Quarts de finale    | dimanche 6 février   |
| Demi-finales        | dimanche 6 mars      |

## Phase préliminaire

### Tours régionaux
Les tours régionaux sont organisés par les ligues régionales. Chaque Ligue dispose d'un nombre de qualifiés (au minimum deux) définis en fonction du nombre de clubs engagés et du nombre d'équipes participant à des compétitions nationales (CFA 2, CFA, National). Elles gèrent l'organisation des six premiers tours (parfois avec un tour préliminaire) en respectant certaines règles : aucune équipe régionale ne peut commencer après le deuxième tour; les équipes de CFA2 doivent commencer au 3e tour, les équipes de CFA au 4e tour, et les équipes de national au cinquième.
Voici le détail du nombre de qualifié par Ligue :
| Ligues               | Nombre de clubs |
| -------------------- | --------------- |
| Alsace               | 8               |
| Aquitaine            | 6               |
| Atlantique           | 8               |
| Auvergne             | 6               |
| Basse-Normandie      | 4               |
| Bourgogne            | 4               |
| Bretagne             | 15              |
| Centre               | 4               |
| Centre-Ouest         | 6               |
| Champagne-Ardenne    | 4               |
| Corse                | 2               |
| Franche-Comté        | 4               |
| Languedoc-Roussillon | 5               |
| Lorraine             | 9               |
| Maine                | 4               |
| Méditerranée         | 5               |
| Midi-Pyrénées        | 5               |
| Nord-Pas-de-Calais   | 14              |
| Normandie            | 4               |
| Paris-Île-de-France  | 12              |
| Picardie             | 7               |
| Rhône-Alpes          | 14              |

Soit 150 qualifiés, auquel chaque Ligue d'Outre-Mer envoie un représentant.

### Septième tour
Les clubs de Ligue 2 entrent dans la compétition lors du septième tour. Le septième tour est le premier tour organisé directement par la FFF, et non par les Ligues régionales.
Les tours 7 et 8 réduisent le nombre de clubs de 172 à 44 qualifiés pour les trente-deuxièmes de finale.
Le septième tour a lieu le vendredi 19, le samedi 20 et le dimanche 21 novembre.
| 19 novembre 2010 | Union sportive de Chauny (DH) | 0 - 2 | Amiens SC (N) |  |  |
|                  |                               |       |               |  |  |

| 19 novembre 2010 | Poitiers FC (CFA2) | 4 - 0 | Dragons Papeete (DH) |  |  |
|                  |                    |       |                      |  |  |

| 19 novembre 2010 | Nîmes Olympique (L2) | 1 - 0 | Rodez AF (N) |  |  |
|                  |                      |       |              |  |  |

| 20 novembre 2010 | AS Magenta Nickel (DH) | 1 - 1 a. p. | USL Dunkerque (CFA2) |  |  |
|                  |                        |             |                      |  |  |
|                  | Tirs au but 5 - 4 tab  |             |                      |  |  |

| 20 novembre 2010 | FC Hayange (DHR) | 0 - 8 | Dijon FCO (L2) |  |  |
|                  |                  |       |                |  |  |

| 20 novembre 2010 | US Soucht (DHR) | 1 - 7 | RC Strasbourg (N) |  |  |
|                  |                 |       |                   |  |  |

| 20 novembre 2010 | St-Étienne Côte Chaude (PHR) | 0 - 3 | AC Ajaccio (L2) |  |  |
|                  |                              |       |                 |  |  |

| 20 novembre 2010 | Steinseltz (DHR) | 0 - 2 | CS Sedan Ardennes (L2) |  |  |
|                  |                  |       |                        |  |  |

| 20 novembre 2010 | ASC Romagne (DSR) | 1 - 7 | FC Nantes (L2) |  |  |
|                  |                   |       |                |  |  |

| 20 novembre 2010 | Vélo Sport fertois (DH) | 0 - 4 | EA Guingamp (N) |  |  |
|                  |                         |       |                 |  |  |

| 20 novembre 2010 | US Avranches (CFA) | 5 - 1 | FC Majicavo (DH) |  |  |
|                  |                    |       |                  |  |  |

| 20 novembre 2010 | US Nœux-les-Mines (PH) | 0 - 4 | ES Wasquehal (CFA2) |  |  |
|                  |                        |       |                     |  |  |

| 20 novembre 2010 | US Marignane (CFA) | 2 - 0 | AS Furiani-Agliani (CFA2) |  |  |
|                  |                    |       |                           |  |  |

| 20 novembre 2010 | CSO Amnéville (CFA) | 2 - 0 | CS moulien (DH) |  |  |
|                  |                     |       |                 |  |  |

| 20 novembre 2010 | SC Schiltigheim (CFA2) | 1 - 1 a. p. | FC Mulhouse (CFA) |  |  |
|                  |                        |             |                   |  |  |
|                  | Tirs au but 5 - 4      |             |                   |  |  |

| 20 novembre 2010 | Amiens AC (CFA2) | 0 - 1 | Arras Football (CFA2) |  |  |
|                  |                  |       |                       |  |  |

| 20 novembre 2010 | La Suze sur Sarthe FC (DH) | 0 - 1 | Olympique Saumur FC (CFA2) |  |  |
|                  |                            |       |                            |  |  |

| 20 novembre 2010 | Plouzane ACF (DH) | 0 - 2 | Le Mans FC (L2) |  |  |
|                  |                   |       |                 |  |  |

| 20 novembre 2010 | Évian Thonon Gaillard FC (L2) | 4 - 2 | AS Lyon-Duchère (CFA) |  |  |
|                  |                               |       |                       |  |  |

| 20 novembre 2010 | US Colomiers football (CFA) | 1 - 0 | Stade bordelais (CFA2) |  |  |
|                  |                             |       |                        |  |  |

| 20 novembre 2010 | Seyssinet AC (DHR) | 1 - 1 a. p. | Clermontaise (DH) |  |  |
|                  |                    |             |                   |  |  |
|                  | Tirs au but 3 - 1  |             |                   |  |  |

| 20 novembre 2010 | FC Istres (L2) | 2 - 0 | SC Bastia (N) |  |  |
|                  |                |       |               |  |  |

| 20 novembre 2010 | USSA Vertou (CFA2) | 0 - 0 a. p. | Stade Plabennecois Football (N) |  |  |
|                  |                    |             |                                 |  |  |
|                  | Tirs au but 3 - 1  |             |                                 |  |  |

| 20 novembre 2010 | Vannes OC (L2) | 4 - 2 | Vendée Lucon (CFA) |  |  |
|                  |                |       |                    |  |  |

| 20 novembre 2010 | Stade de Reims (L2) | 0 - 0 a. p. | CS avionnais (CFA) |  |  |
|                  |                     |             |                    |  |  |
|                  | Tirs au but 4 - 2   |             |                    |  |  |

| 20 novembre 2010 | Laval (L2) | 2 - 1 | US Granville (CFA2) |  |  |
|                  |            |       |                     |  |  |

| 20 novembre 2010 | Sainte-Geneviève Sports (CFA2) | 0 - 1 | Paris FC (N) |  |  |
|                  |                                |       |              |  |  |

| 20 novembre 2010 | US Créteil-Lusitanos (N) | 3 - 1 | SO Romorantin (CFA) |  |  |
|                  |                          |       |                     |  |  |

| 20 novembre 2010 | SR Colmar (N) | 2 - 3 a. p. | Jarville JF (CFA2) |  |  |
|                  |               |             |                    |  |  |

| 20 novembre 2010 | SA spinalien (CFA) | 0 - 1 | JA Drancy (CFA) |  |  |
|                  |                    |       |                 |  |  |

| 20 novembre 2010 | Jura Sud Foot (CFA) | 0 - 0 a. p. | ASF Andrézieux (CFA2) |  |  |
|                  |                     |             |                       |  |  |
|                  | Tirs au but 5 - 4   |             |                       |  |  |

| 20 novembre 2010 | US raonnaise (CFA) | 4 - 0 | SN Imphy Decize (CFA2) |  |  |
|                  |                    |       |                        |  |  |

| 20 novembre 2010 | Thiers SA (CFA2) | 3 - 2 a. p. | Cournon |  |  |
|                  |                  |             |         |  |  |

| 20 novembre 2010 | US Forbach (CFA2) | 1 - 1 a. p. | AS Illzach Modenheim (CFA2) |  |  |
|                  |                   |             |                             |  |  |
|                  | Tirs au but 4 - 3 |             |                             |  |  |

| 20 novembre 2010 | Changé (CFA2) | 1 - 2 | Bayeux FC (DH) |  |  |
|                  |               |       |                |  |  |

| 20 novembre 2010 | Vénissieux (CFA2) | 1 - 1 a. p. | Firminy (DH) |  |  |
|                  |                   |             |              |  |  |
|                  | Tirs au but 3 - 4 |             |              |  |  |

| 20 novembre 2010 | Saint-Gratien (CFA) | 3 - 2 a. p. | La Vitréenne FC(CFA) |  |  |
|                  |                     |             |                      |  |  |

| 20 novembre 2010 | US quevillaise (CFA) | 3 - 0 | Eu FC (DH) |  |  |
|                  |                      |       |            |  |  |

| 20 novembre 2010 | Cherbourg (CFA) | 5 - 0 | SC Malesherbes (DH) |  |  |
|                  |                 |       |                     |  |  |

| 20 novembre 2010 | Vaulx en Velin Fc (DH) | 3 - 1 a. p. | AS Valence (CFA2) |  |  |
|                  |                        |             |                   |  |  |

| 20 novembre 2010 | Saint-André-des-Eaux (DHR) | 1 - 3 | Fontenay Vendée (CFA) |  |  |
|                  |                            |       |                       |  |  |

| 20 novembre 2010 | Challans (DH) | 2 - 0 a. p. | Arcachon (DH) |  |  |
|                  |               |             |               |  |  |

| 20 novembre 2010 | US Boulogne (L2) | 2 - 0 | Pacy VEF (N) |  |  |
|                  |                  |       |              |  |  |

| 20 novembre 2010 | Cognac (CFA2) | 2 - 1 | Tours (L2) |  |  |
|                  |               |       |            |  |  |

| 20 novembre 2010 | Grenoble Foot (L2) | 1 - 1 a. p. | FC Bagnols Pont (CFA2) |  |  |
|                  |                    |             |                        |  |  |
|                  | Tirs au but 4 - 2  |             |                        |  |  |

| 20 novembre 2010 | Château-Thierry (PH) | 0 - 12 | Troyes (L2) |  |  |
|                  |                      |        |             |  |  |

| 20 novembre 2010 | Gueugnon (N)      | 0 - 0 a. p. | Yzeure (CFA) |  |  |
|                  |                   |             |              |  |  |
|                  | Tirs au but 7 - 8 |             |              |  |  |

| 20 novembre 2010 | Montluçon (CFA2)  | 1 - 1 a. p. | Angoulême (DH) |  |  |
|                  |                   |             |                |  |  |
|                  | Tirs au but 3 - 4 |             |                |  |  |

| 20 novembre 2010 | Sablé (CFA2) | 0 - 1 | US Montagnarde (CFA2) |  |  |
|                  |              |       |                       |  |  |

| 20 novembre 2010 | Villenave (DH) | 0 - 2 | AS Auch (DH) |  |  |
|                  |                |       |              |  |  |

| 20 novembre 2010 | Lons le Saunier (DH) | 5 - 4 a. p. | Marcy Charbon (DH) |  |  |
|                  |                      |             |                    |  |  |

| 20 novembre 2010 | Geldar de Kourou (DH) | 0 - 2 | FC Martigues (CFA) |  |  |
|                  |                       |       |                    |  |  |

| 20 novembre 2010 | Chauvigny US (DH) | 1 - 0 a. p. | Jarnac Sports (PH) |  |  |
|                  |                   |             |                    |  |  |

| 20 novembre 2010 | Case Pilote (DH) | 0 - 2 | Poissy (CFA) |  |  |
|                  |                  |       |              |  |  |

| 20 novembre 2010 | US Pont-de-Roide Vermondans (DH) | 2 - 2 a. p. | FC Villefranche Beaujolais (CFA) |  |  |
|                  |                                  |             |                                  |  |  |
|                  | Tirs au but 4 - 2                |             |                                  |  |  |

| 21 novembre 2010 | Châlons-en-Champagne (DH) | 1 - 4 | Sens (DH) |  |  |
|                  |                           |       |           |  |  |

| 21 novembre 2010 | Semmoz Us (PHR) | 1 - 0 | Ain Sud Foot (DHR) |  |  |
|                  |                 |       |                    |  |  |

| 21 novembre 2010 | Balma (CFA2) | 0 - 1 | Châteauroux (L2) |  |  |
|                  |              |       |                  |  |  |

| 21 novembre 2010 | Royan (DH) | 0 - 3 | Clermont Foot (L2) |  |  |
|                  |            |       |                    |  |  |

| 21 novembre 2010 | Le Mée (DH)       | 0 - 0 a. p. | FC Metz (L2) |  |  |
|                  |                   |             |              |  |  |
|                  | Tirs au but 2 - 4 |             |              |  |  |

| 21 novembre 2010 | AS Fabrègues (DH) | 2 - 4 | AS Cannes (N) |  |  |
|                  |                   |       |               |  |  |

| 21 novembre 2010 | Les Mureaux (DHR) | 1 - 3 | Rouen (N) |  |  |
|                  |                   |       |           |  |  |

| 21 novembre 2010 | As Canet (DH) | 0 - 3 | Fréjus St Raphael (N) |  |  |
|                  |               |       |                       |  |  |

| 21 novembre 2010 | Douai (CFA2) | 1 - 0 | Red Star (CFA) |  |  |
|                  |              |       |                |  |  |

| 21 novembre 2010 | Agde (CFA) | 3 - 1 | Revel (CFA2) |  |  |
|                  |            |       |              |  |  |

| 21 novembre 2010 | Tourcoing (PH) | x | Viry-Châtillon (CFA) |  |  |
|                  |                |   |                      |  |  |

à la suite d'un pugilat général, le match est donné perdu pour les deux équipes.
| 21 novembre 2010 | Landerneau Fc (D.S.E.) | 0 - 1 | Le Poiré-sur-Vie (CFA2) |  |  |
|                  |                        |       |                         |  |  |

| 21 novembre 2010 | Aulnoye As (DH) | 0 - 1 | US Roye-Noyon (CFA2) |  |  |
|                  |                 |       |                      |  |  |

| 21 novembre 2010 | La Chapelle-saint-Luc (DH) | 1 - 3 | Vierzon (CFA2) |  |  |
|                  |                            |       |                |  |  |

| 21 novembre 2010 | SO Chambéry (CFA2) | 9 - 0 | U.S. Fesches le Chatel (LR 2) |  |  |
|                  |                    |       |                               |  |  |

| 21 novembre 2010 | Marly (PHR) | 2 - 4 | AS Marck (CFA2) |  |  |
|                  |             |       |                 |  |  |

| 21 novembre 2010 | St Renan (DSR) | 0 - 1 | GSI Pontivy (CFA2) |  |  |
|                  |                |       |                    |  |  |

| 21 novembre 2010 | Theix (DSR)       | 2 - 2 a. p. | Dinan Lehon Fc (CFA2) |  |  |
|                  |                   |             |                       |  |  |
|                  | Tirs au but 6 - 7 |             |                       |  |  |

| 21 novembre 2010 | Murat U.S. (PHR) | 1 - 6 | Trélissac (CFA2) |  |  |
|                  |                  |       |                  |  |  |

| 21 novembre 2010 | Ailly sur Somme (DH) | 0 - 3 | Sézanne Sa (DH) |  |  |
|                  |                      |       |                 |  |  |

| 21 novembre 2010 | Issy-les-Moulineaux (Dh) | 2 - 1 | La Gorgue (PH) |  |  |
|                  |                          |       |                |  |  |

| 21 novembre 2010 | Cesson Oc (DH) | 2 - 3 | TA Rennes (DH) |  |  |
|                  |                |       |                |  |  |

| 21 novembre 2010 | St Maurice l'Exil (DHR) | 1 - 5 | Et.S. Fosseenne (DHR) |  |  |
|                  |                         |       |                       |  |  |

| 21 novembre 2010 | Villepinte Fc (PH) | 2 - 2 a. p. | U.S.C. Paray (DH) |  |  |
|                  |                    |             |                   |  |  |
|                  | Tirs au but 1 - 4  |             |                   |  |  |

| 21 novembre 2010 | Amicale Fayet (Pro.Int.) | 2 - 1 | Reims Ste Anne (DH) |  |  |
|                  |                          |       |                     |  |  |

| 21 novembre 2010 | Illkirch Graffenstaden (EXC) | 5 - 3 | Luneville (DH) |  |  |
|                  |                              |       |                |  |  |

| 21 novembre 2010 | Sierentz F.C. (P EXC) | 1 - 3 a. p. | Thaon (DH) |  |  |
|                  |                       |             |            |  |  |

| 21 novembre 2010 | Vermelles (DHR) | 1 - 2 a. p. | Dreux (DH) |  |  |
|                  |                 |             |            |  |  |

| 21 novembre 2010 | Villers Outreaux (EXC) | 0 - 4 | Marquette Us (DHR) |  |  |
|                  |                        |       |                    |  |  |

| 21 novembre 2010 | Angers (L2) | 2 - 1 | Le Havre (L2) |  |  |
|                  |             |       |               |  |  |

| 21 novembre 2010 | Aurillac FCA (CFA) | 4 - 2 | La Roche-sur-Yon (DH) |  |  |
|                  |                    |       |                       |  |  |

| 21 novembre 2010 | Lannion Fc (CFA2) | 1 - 0 | Saint-Pauloise FC (DH) |  |  |
|                  |                   |       |                        |  |  |

| 21 novembre 2010 | Agen SU (CFA2) | 2 - 1 | Marmande Fc (DH) |  |  |
|                  |                |       |                  |  |  |

### Huitième tour
Qualifié d'office

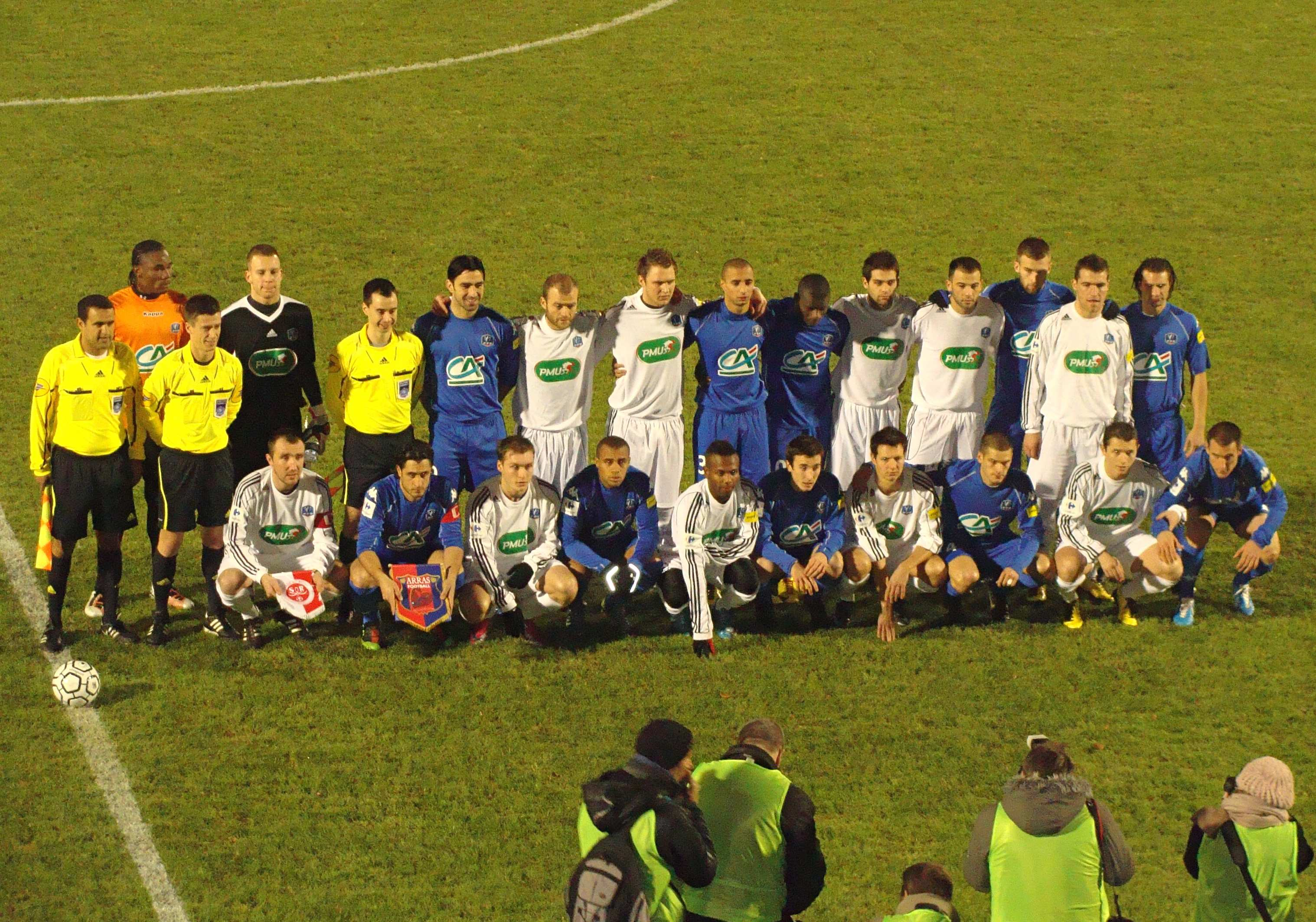
Arras confronté à Reims

- ES Wasquehal (CFA 2) qui aurait dû affronter le vainqueur de Tourcoing-Viry-Châtillon[5]

| 10 décembre 2010 | Nîmes Olympique (L2) | 3 - 2 | FC Istres (L2) |  |  |
|                  |                      |       |                |  |  |

| 10 décembre 2010 | Vannes OC (L2) | 3 - 2 | EA Guingamp (N) |  |  |
|                  |                |       |                 |  |  |

| 10 décembre 2010 | Chauvigny (DH) | 3 - 0 | LB Châteauroux (L2) |  |  |
|                  |                |       |                     |  |  |

| 11 décembre 2010 | Paris FC (N) | 4 - 0 | AS Magenta (Nouvelle-Calédonie, DH) |  |  |
|                  |              |       |                                     |  |  |

| 11 décembre 2010 | Jarville La Malgrange (CFA 2) | 1 - 0 | Dijon FCO (L2) |  |  |
|                  |                               |       |                |  |  |

| 11 décembre 2010 | Marck (CFA 2) | 1 - 2 a. p. | Amiens SC (N) |  |  |
|                  |               |             |               |  |  |

| 11 décembre 2010 | Pont-de-Roide (DH) | 0 - 1 | Drancy (CFA) |  |  |
|                  |                    |       |              |  |  |

| 11 décembre 2010 | Fayet A.F. (Inter Dist.) | 1 - 2 | Issy-les-Moulineaux (DH) |  |  |
|                  |                          |       |                          |  |  |

| 11 décembre 2010 | CS Sedan (L2) | 4 - 0 | Amnéville (CFA) |  |  |
|                  |               |       |                 |  |  |

| 11 décembre 2010 | Schiltigheim (CFA 2) | 0 - 3 | ESTAC Troyes (L2) |  |  |
|                  |                      |       |                   |  |  |

| 11 décembre 2010 | Semnoz Vieugy (PHR) | 0 - 2 | Évian Thonon Gaillard FC (L2) |  |  |
|                  |                     |       |                               |  |  |

| 11 décembre 2010 | Sens (DH) | 0 - 2 | Forbach (CFA 2) |  |  |
|                  |           |       |                 |  |  |

| 11 décembre 2010 | AS Cannes (N) | 2 - 1 a. p. | AC Ajaccio (L2) |  |  |
|                  |               |             |                 |  |  |

| 11 décembre 2010 | Bayeux (DH) | 2 - 3 | Le Mans FC (L2) |  |  |
|                  |             |       |                 |  |  |

| 11 décembre 2010 | Challans (DH) | 0 - 2 | Fontenay-le-Comte (CFA) |  |  |
|                  |               |       |                         |  |  |

| 11 décembre 2010 | Raon-l'Etape (CFA) | 3 - 2 | Grenoble Foot 38 (L2) |  |  |
|                  |                    |       |                       |  |  |

| 11 décembre 2010 | US Boulogne (L2) | 1 - 0 | Roye Noyon (CFA 2) |  |  |
|                  |                  |       |                    |  |  |

| 11 décembre 2010 | Arras (CFA 2) | 0 - 2 | Stade de Reims (L2) |  |  |
|                  |               |       |                     |  |  |

| 11 décembre 2010 | Fréjus-Saint-Raphaël (N) | 0 - 0 a. p. | Colomiers (CFA) |  |  |
|                  |                          |             |                 |  |  |
|                  | Tirs au but 3 - 1        |             |                 |  |  |

| 11 décembre 2010 | Thaon-les-Vosges (DH) | 0 - 3 | Strasbourg (N) |  |  |
|                  |                       |       |                |  |  |

| 11 décembre 2010 | Avranches (CFA) | 2 - 1 | Pontivy (CFA 2) |  |  |
|                  |                 |       |                 |  |  |

| 11 décembre 2010 | Quevilly (CFA) | 6 - 0 | Lannion (CFA 2) |  |  |
|                  |                |       |                 |  |  |

| 11 décembre 2010 | Le Poiré-sur-Vie (CFA) | 6 - 0 | Angoulême (DH) |  |  |
|                  |                        |       |                |  |  |

| 11 décembre 2010 | Chambéry SO (CFA 2) | 4 - 3 | Seyssinet Pariset (DHR) |  |  |
|                  |                     |       |                         |  |  |

| 11 décembre 2010 | Vaulx-en-Velin (DH) | 1 - 0 | Lons Le Saunier (CFA 2) |  |  |
|                  |                     |       |                         |  |  |

| 11 décembre 2010 | Clermont Foot 63 (L2) | 5 - 0 | Thiers (CFA 2) |  |  |
|                  |                       |       |                |  |  |

| 11 décembre 2010 | Rennes TA (DH) | 0 - 1 a. p. | Angers SCO (L2) |  |  |
|                  |                |             |                 |  |  |

| 11 décembre 2010 | Firminy (DH) | 0 - 2 | Jura Sud (CFA) |  |  |
|                  |              |       |                |  |  |

| 11 décembre 2010 | Vierzon (CFA 2) | 0 - 3 | Poitiers (CFA 2) |  |  |
|                  |                 |       |                  |  |  |

| 11 décembre 2010 | Olympique de Saumur FC (CFA 2) | 0 - 0 a. p. | Cognac (CFA 2) |  |  |
|                  |                                |             |                |  |  |
|                  | Tirs au but 1 - 3              |             |                |  |  |

| 11 décembre 2010 | La Montagnarde (CFA 2) | 1 - 0 | Dinan Lehon (CFA 2) |  |  |
|                  |                        |       |                     |  |  |

| 11 décembre 2010 | FC Nantes (L2) | 2 - 0 | Vertou (CFA 2) |  |  |
|                  |                |       |                |  |  |

| 12 décembre 2010 | Douai (CFA 2) | 1 - 5 | Rouen (N) |  |  |
|                  |               |       |           |  |  |

| 12 décembre 2010 | Marquette-lez-Lille (DHR) | 1 - 2 | Poissy (CFA) |  |  |
|                  |                           |       |              |  |  |

| 12 décembre 2010 | Illkirch Graffenstaden (EXC) | 0 - 2 | Sézanne (DH) |  |  |
|                  |                              |       |              |  |  |

| 12 décembre 2010 | Trélissac (CFA 2) | 2 - 1 | Marignane (CFA) |  |  |
|                  |                   |       |                 |  |  |

| 12 décembre 2010 | Martigues (CFA) | 2 - 0 | Fos-sur-Mer (DHR) |  |  |
|                  |                 |       |                   |  |  |

| 12 décembre 2010 | Auch (DH) | 0 - 3 | Aurillac (CFA) |  |  |
|                  |           |       |                |  |  |

| 12 décembre 2010 | Yzeure (CFA)      | 0 - 0 a. p. | USC Paray Le Monial (DH) |  |  |
|                  |                   |             |                          |  |  |
|                  | Tirs au but 1 - 3 |             |                          |  |  |

| 12 décembre 2010 | Agde (CFA) | 0 - 1 a. p. | Agen (CFA 2) |  |  |
|                  |            |             |              |  |  |

| 12 décembre 2010 | Cherbourg Octeville (CFA) | 1 - 0 | Dreux (DH) |  |  |
|                  |                           |       |            |  |  |

| 17 décembre 2010 | Créteil (N) | 2 - 1 | Laval (L2) |  |  |
|                  |             |       |            |  |  |

| 18 décembre 2010 | Metz (L2) | 3 - 0 | Sannois-Saint-Gratien (CFA) |  |  |
|                  |           |       |                             |  |  |

## Phase finale

### Trente-deuxièmes de finale

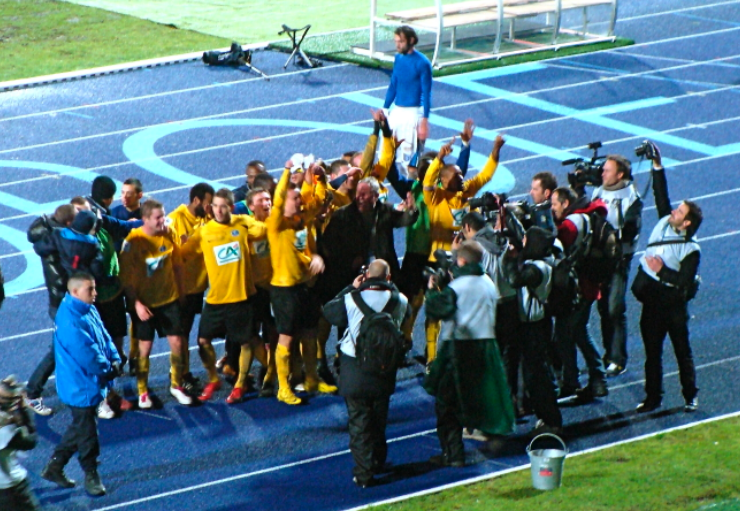
Wasquehal victorieux d'Auxerre

Y participent les vainqueurs du huitième tour, ainsi que les arrivants qui sont les 20 équipes de Ligue 1.
Tirage au sort, lundi 13 décembre 2010 à 18h30.
Résultats des rencontres
| Division | Club                   | Résultat        | Club                     | Division | Lieu                                            | Date, heure       |
| -------- | ---------------------- | --------------- | ------------------------ | -------- | ----------------------------------------------- | ----------------- |
| Ligue 1  | Toulouse FC            | 1 - 2           | Paris FC                 | National | Stadium, Toulouse                               | 7 janvier, 20h45  |
| National | US Créteil-Lusitanos   | 1 - 1, 5 - 6tab | OGC Nice                 | Ligue 1  | Stade Dominique-Duvauchelle, Créteil            | 8 janvier, 15h00  |
| CFA 2    | SO Chambéry            | 1 - 1, 3 - 2tab | AS Monaco                | Ligue 1  | Stade Municipal, Chambéry                       | 8 janvier, 15h00  |
| Ligue 2  | ESTAC Troyes           | 2 - 3ap         | FC Metz                  | Ligue 2  | Stade de l'Aube, Troyes                         | 8 janvier, 15h00  |
| CFA 2    | ES Wasquehal           | 2 - 1           | AJ Auxerre               | Ligue 1  | Stadium Nord Lille Métropole, Villeneuve-d'Ascq | 8 janvier, 16h00  |
| CFA      | AS Poissy              | 1 - 2           | RC Strasbourg            | National | Stade Léo-Lagrange, Poissy                      | 8 janvier, 16h00  |
| Ligue 1  | AC Arles-Avignon       | 1 - 1, 2 - 4tab | CS Sedan                 | Ligue 2  | Parc des Sports, Avignon                        | 8 janvier, 17h00  |
| Ligue 2  | Nîmes Olympique        | 3 - 2           | EFC Fréjus Saint-Raphaël | National | Stade des Costières, Nîmes                      | 8 janvier, 17h00  |
| CFA 2    | US Forbach             | 1 - 3           | Lille OSC                | Ligue 1  | Stade du Schlossberg, Forbach                   | 8 janvier, 17h00  |
| Ligue 2  | FC Nantes              | 3 - 1           | UA Cognac                | CFA 2    | Stade de la Beaujoire, Nantes                   | 8 janvier, 17h00  |
| DH       | US Chauvigny           | 1 - 3           | Le Mans FC               | Ligue 2  | Stade de la Montée Rouge, Châtellerault         | 8 janvier, 17h00  |
| CFA      | US Avranches           | 1 - 3           | Vendée Fontenay Foot     | CFA      | Stade René Fenouillère, Avranches               | 8 janvier, 17h00  |
| CFA 2    | US Montagnarde         | 0 - 0, 6 - 7tab | Jeanne d'Arc de Drancy   | CFA      | Stade de Mané-Braz, Inzinzac-Lochrist           | 8 janvier, 17h00  |
| Ligue 1  | Girondins de Bordeaux  | 3 - 1           | FC Rouen                 | National | Stade Jacques-Chaban-Delmas, Bordeaux           | 8 janvier, 17h45  |
| Ligue 2  | Angers SCO             | 2 - 1ap         | Valenciennes FC          | Ligue 1  | Stade Jean-Bouin, Angers                        | 8 janvier, 18h00  |
| CFA 2    | Trélissac FC           | 0 - 1           | US Quevilly              | CFA      | Stade Firmin Daudou, Trélissac                  | 8 janvier, 19h00  |
| CFA      | AS Cherbourg           | 1 - 0           | Le Poiré-sur-Vie VF      | CFA      | Stade Maurice-Postaire, Cherbourg-Octeville     | 8 janvier, 19h30  |
| Ligue 1  | Stade Malherbe de Caen | 0 - 1           | Olympique lyonnais       | Ligue 1  | Stade Michel-d'Ornano, Caen                     | 8 janvier, 20h45  |
| Ligue 1  | Paris Saint-Germain    | 5 - 1           | Racing Club de Lens      | Ligue 1  | Parc des Princes, Paris                         | 8 janvier, 20h45  |
| Ligue 1  | AS Saint-Étienne       | 0 - 2           | Clermont Foot            | Ligue 2  | Stade Geoffroy-Guichard, Saint-Étienne          | 8 janvier, 20h45  |
| Ligue 1  | FC Lorient             | 4 - 1           | Vannes OC                | Ligue 2  | Stade du Moustoir, Lorient                      | 8 janvier, 20h45  |
| Ligue 2  | Stade de Reims         | 1 - 0           | Montpellier HSC          | Ligue 1  | Stade Auguste-Delaune, Reims                    | 8 janvier, 20h45  |
| CFA 2    | Jarville JF            | 0 - 1           | FC Sochaux               | Ligue 1  | Stade Marcel-Picot, Tomblaine                   | 8 janvier, 20h45  |
| CFA      | Aurillac FCA           | 2 - 2, 3 - 4tab | AS Nancy-Lorraine        | Ligue 1  | Stade Jean Alric, Aurillac                      | 9 janvier, 14h30  |
| CFA      | FC Martigues           | 2 - 1           | US Cheminots Paray Foot  | DH       | Stade Francis-Turcan, Martigues                 | 9 janvier, 14h30  |
| DH       | FC Issy-les-Moulineaux | 0 - 1ap         | Stade brestois           | Ligue 1  | Stade Jean-Bouin, Issy-les-Moulineaux           | 9 janvier, 15h00  |
| CFA      | US Raon-l'Étape        | 4 - 0           | SA Sézanne               | DH       | Stade Paul-Gasser, Raon-l'Étape                 | 9 janvier, 15h00  |
| CFA 2    | SU Agen                | 2 - 0           | Poitiers FC              | CFA 2    | Parc municipal des sports, Agen                 | 9 janvier, 15h00  |
| Ligue 2  | US Boulogne            | 2 - 2, 5 - 4tab | Amiens SC                | National | Stade de la Libération, Boulogne-sur-Mer        | 9 janvier, 16h00  |
| Ligue 1  | Stade rennais FC       | 7 - 0           | AS Cannes                | National | Stade de la route de Lorient, Rennes            | 9 janvier, 17h45  |
| Ligue 2  | Évian Thonon Gaillard  | 3 - 1           | Olympique de Marseille   | Ligue 1  | Parc des Sports, Annecy                         | 9 janvier, 20h45  |
| DH       | FC Vaulx-en-Velin      | 1 - 1, 5 - 4tab | Jura Sud Foot            | CFA      | Stade Francisque-Jomard, Vaulx-en-Velin         | 15 janvier, 18h00 |

### Seizièmes de finale
Les matchs sont prévus les 22 et 23 janvier 2011.
Le tirage au sort a eu lieu le dimanche 9 janvier à 19 h 30, retransmis en direct sur Eurosport avant le match des 1/32 de finale opposant Évian Thonon Gaillard à l'Olympique de Marseille. Ce tirage a été réalisé par Olivier Dacourt et Laury Thilleman, Miss France 2011.
Résultats des rencontres
| Division | Club                 | Résultat     | Club                   | Division | Lieu                                            | Date, heure       |
| -------- | -------------------- | ------------ | ---------------------- | -------- | ----------------------------------------------- | ----------------- |
| Ligue 1  | FC Sochaux           | 2-1          | Paris FC               | National | Stade Auguste-Bonal, Montbéliard                | 21 janvier, 20h45 |
| CFA 2    | SO Chambéry          | 1-1, 4-3 tab | Stade brestois         | Ligue 1  | Stade Municipal, Chambéry                       | 22 janvier, 14h15 |
| Ligue 2  | Clermont Foot        | 1-3          | Stade de Reims         | Ligue 2  | Stade Gabriel-Montpied, Clermont-Ferrand        | 22 janvier, 15h00 |
| Ligue 2  | Angers SCO           | 1-0          | Girondins de Bordeaux  | Ligue 1  | Stade Jean-Bouin, Angers                        | 22 janvier, 17h00 |
| Ligue 2  | Nîmes Olympique      | 1-2 ap       | AS Nancy-Lorraine      | Ligue 1  | Stade des Costières, Nîmes                      | 22 janvier, 17h00 |
| Ligue 2  | US Boulogne          | 0-1          | Jeanne d'Arc de Drancy | CFA      | Stade de la Libération, Boulogne-sur-Mer        | 22 janvier, 17h00 |
| Ligue 2  | FC Nantes            | 2-1          | US Raon-l'Étape        | CFA      | Stade de la Beaujoire, Nantes                   | 22 janvier, 18h00 |
| CFA      | US Quevilly          | 1-1, 3-5 tab | FC Martigues           | CFA      | Stade Amable Lozai, Le Petit-Quevilly           | 22 janvier, 18h00 |
| CFA      | Vendée Fontenay Foot | 0-1 ap       | FC Lorient             | Ligue 1  | Stade Henri-Desgrange, La Roche-sur-Yon         | 22 janvier, 18h30 |
| CFA      | AS Cherbourg         | 0-1          | Le Mans FC             | Ligue 2  | Stade Maurice-Postaire, Cherbourg-Octeville     | 22 janvier, 19h30 |
| National | RC Strasbourg        | 1-0          | Évian Thonon Gaillard  | Ligue 2  | Stade de la Meinau, Strasbourg                  | 22 janvier, 20h45 |
| DH       | FC Vaulx-en-Velin    | 0-2          | Stade rennais FC       | Ligue 1  | Stade de Balmont, Lyon-Duchère                  | 23 janvier, 14h45 |
| Ligue 2  | CS Sedan             | 0-1          | FC Metz                | Ligue 2  | Stade Louis-Dugauguez, Sedan                    | 23 janvier, 15h00 |
| CFA 2    | SU Agen              | 2-3          | Paris Saint-Germain    | Ligue 1  | Stade Armandie, Agen                            | 23 janvier, 17h00 |
| Ligue 1  | Lille OSC            | 1-0          | ES Wasquehal           | CFA 2    | Stadium Nord Lille Métropole, Villeneuve-d'Ascq | 23 janvier, 17h30 |
| Ligue 1  | OGC Nice             | 1-0 ap       | Olympique lyonnais     | Ligue 1  | Stade du Ray, Nice                              | 23 janvier, 20h45 |

### Huitièmes de finale

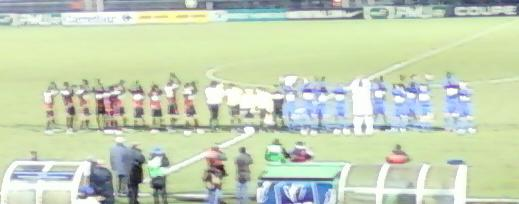
Présentation des équipes lors du match JA Drancy-OGC Nice

Les huitièmes de finale de la compétition se déroulent les mardi 1er et mercredi 2 février 2011. Le tirage au sort est effectué dimanche 23 janvier à 19 h 45 lors du week-end où se jouent les seizièmes de finale. Le tirage, retransmis en direct sur Eurosport avant le seizième de finale opposant l'OGC Nice à l'Olympique lyonnais, est réalisé par Frank Lebœuf et la footballeuse internationale Laure Boulleau. Le SO Chambéry, victorieux du FC Sochaux sur le score de 2 buts à 1, crée une nouvelle fois l'exploit et entre dans l'histoire de la Coupe de France en étant le premier club de CFA2 (5e division) à éliminer 3 clubs de l'élite lors d'une même édition.
| Division | Club                   | Résultat     | Club                | Division | Lieu                                            | Date, heure        |
| -------- | ---------------------- | ------------ | ------------------- | -------- | ----------------------------------------------- | ------------------ |
| Ligue 2  | Angers SCO             | 2-0          | RC Strasbourg       | National | Stade Jean-Bouin, Angers                        | 1er février, 18h00 |
| Ligue 1  | FC Lorient             | 3-0          | FC Metz             | Ligue 2  | Stade du Moustoir, Lorient                      | 1er février, 19h00 |
| Ligue 1  | Stade rennais FC       | 3-4 ap       | Stade de Reims      | Ligue 2  | Stade de la route de Lorient, Rennes            | 1er février, 20h45 |
| CFA 2    | SO Chambéry            | 2-1          | FC Sochaux          | Ligue 1  | Stade Municipal, Chambéry                       | 2 février, 14h15   |
| CFA      | FC Martigues           | 1-4          | Paris Saint-Germain | Ligue 1  | Stade Francis Turcan, Martigues                 | 2 février, 17h00   |
| Ligue 1  | AS Nancy-Lorraine      | 1-2          | Le Mans FC          | Ligue 2  | Stade Marcel-Picot, Tomblaine                   | 2 février, 18h00   |
| CFA      | Jeanne d'Arc de Drancy | 0-1          | OGC Nice            | Ligue 1  | Stade Marville, La Courneuve                    | 2 février, 20h00   |
| Ligue 1  | Lille OSC              | 1-1, 3-2 tab | FC Nantes           | Ligue 2  | Stadium Nord Lille Métropole, Villeneuve-d'Ascq | 2 février, 20h45   |

### Quarts de finale
Les quarts de finale de la compétition se déroulent les mardi 1er et mercredi 2 mars 2011. Le tirage au sort a été effectué dimanche 6 février sur le plateau de l'émission Stade 2 sur la chaîne France 2 par l'entraîneur de handball Claude Onesta et l'ex-tenniswoman Amélie Mauresmo. L'épopée du SO Chambéry prend fin face au Angers SCO, club de Ligue 2, après un score de 3-0.
| Division | Club                | Résultat     | Club       | Division | Lieu                                            | Date, heure, TV                |
| -------- | ------------------- | ------------ | ---------- | -------- | ----------------------------------------------- | ------------------------------ |
| Ligue 2  | Stade de Reims      | 2 - 3ap      | OGC Nice   | Ligue 1  | Stade Auguste-Delaune, Reims                    | 1er mars - 20 h 30 - Eurosport |
| CFA 2    | SO Chambéry         | 0 - 3        | Angers SCO | Ligue 2  | Stade des Alpes, Grenoble                       | 2 mars - 17 h 00 - France 2    |
| Ligue 1  | Paris Saint-Germain | 2 - 0ap      | Le Mans FC | Ligue 2  | Parc des Princes, Paris                         | 2 mars - 19 h 00 - Eurosport   |
| Ligue 1  | Lille OSC           | 0-0, 5-3 tab | FC Lorient | Ligue 1  | Stadium Nord Lille Métropole, Villeneuve-d'Ascq | 2 mars - 20 h 45 - France 3    |

### Demi-finales
Les demi-finales de la compétition se déroulent les mardi 19 et mercredi 20 avril 2011. Le tirage au sort a été effectué le dimanche 6 mars sur le plateau de l'émission Stade 2 sur la chaîne France 2 par le réalisateur Régis Wargnier.
| Division | Club       | Résultat | Club                | Division | Lieu                     | Date, heure, TV              |
| -------- | ---------- | -------- | ------------------- | -------- | ------------------------ | ---------------------------- |
| Ligue 1  | OGC Nice   | 0 - 2    | Lille OSC           | Ligue 1  | Stade du Ray, Nice       | 19 avril - 20h30 - Eurosport |
| Ligue 2  | Angers SCO | 1 - 3    | Paris Saint-Germain | Ligue 1  | Stade Jean-Bouin, Angers | 20 avril - 20h45 - France 2  |

### Finale
Le LOSC Lille Métropole l'emporte 1-0 face au Paris Saint-Germain FC au Stade de France.
| 14 mai 2011    | Paris Saint-Germain FC | 0 - 1   | LOSC Lille Métropole | Stade de France, France                                             |                                                                     |
| 20h45 France 2 |                        | (0 - 0) | Obraniak 89e         | Spectateurs : 79 000 · Arbitrage : Clément Turpin · Photos du match | Spectateurs : 79 000 · Arbitrage : Clément Turpin · Photos du match |

| Paris | Lille |

|               | Gardien de but    | Grégory Coupet   |     |     |  |
|               | D                 | Marcos Ceará     |     |     |  |
|               | D                 | Mamadou Sakho    |     |     |  |
|               | D                 | Claude Makelele  |     | 48e |  |
|               | D                 | Siaka Tiene      | 87e |     |  |
|               | D                 | Zoumana Camara   |     |     |  |
|               | M                 | Ludovic Giuly    |     | 90e |  |
|               | M                 | Luis Nenê        | 42e |     |  |
|               | M                 | Mathieu Bodmer   |     | 69e |  |
|               | A                 | Clément Chantôme | 92e |     |  |
|               | A                 | Guillaume Hoarau |     |     |  |
| Remplaçants : |                   |                  |     |     |  |
|               | M                 | Jérémy Clément   |     | 48e |  |
|               | A                 | Mevlüt Erding    |     | 69e |  |
|               | D                 | Sammy Traoré     |     | 90e |  |
| Entraîneur :  |                   |                  |     |     |  |
|               | Antoine Kombouaré |                  |     |     |  |

|               | Gardien de but | Mickaël Landreau |     |     |  |
|               | D              | Mathieu Debuchy  |     |     |  |
|               | D              | Adil Rami        |     |     |  |
|               | D              | Aurélien Chedjou |     |     |  |
|               | D              | Franck Béria     |     |     |  |
|               | M              | Idrissa Gueye    | 48e | 63e |  |
|               | M              | Yohan Cabaye     |     |     |  |
|               | M              | Rio Mavuba       |     |     |  |
|               | M              | Eden Hazard      |     | 89e |  |
|               | A              | Moussa Sow       |     | 79e |  |
|               | A              | Gervinho         |     |     |  |
| Remplaçants : |                |                  |     |     |  |
|               | A              | Tulio De Melo    |     | 63e |  |
|               | M              | Ludovic Obraniak |     | 79e |  |
|               | M              | Stéphane Dumont  |     | 89e |  |
| Entraîneur :  |                |                  |     |     |  |
|               | Rudi Garcia    |                  |     |     |  |

## Synthèse

### Nombre d'équipes par division et par tour
| Divisions / Manches                                  | 7e tour | 8e tour | +   | Trente-deuxièmes de finale | Seizièmes de finale | Huitièmes de finale | Quarts de finale | Demi- finales | Finale dont vainqueur |
| ---------------------------------------------------- | ------- | ------- | --- | -------------------------- | ------------------- | ------------------- | ---------------- | ------------- | --------------------- |
| Ligue 1 20 clubs                                     |         |         | +20 | 20                         | 10                  | 7                   | 4                | 3             | 2                     |
| Ligue 2 20 clubs                                     | 20      | 18      | 0   | 12                         | 10                  | 5                   | 3                | 1             | -                     |
| National 21 clubs                                    | 14      | 8       | 0   | 7                          | 2                   | 1                   | -                | -             | -                     |
| CFA 55 clubs (hors réserves)                         | 26      | 17      | 0   | 11                         | 6                   | 2                   | -                | -             | -                     |
| CFA2 101 clubs (hors réserves)                       | 39      | 21      | 0   | 9                          | 3                   | 1                   | 1                | -             | -                     |
| Divisions d'Honneur Élites régionales hors outre-mer | 37      | 16      | 0   | 5                          | 1                   | -                   | -                | -             | -                     |
| Autres divisions dont Outre-mer                      | 40      | 7       | 0   | -                          | -                   | -                   | -                | -             | -                     |
| Total                                                | 176     | 87      | +20 | 64                         | 32                  | 16                  | 8                | 4             | 2                     |

### Le parcours des clubs de L1 et L2
- Les clubs de Ligue 2 font leur entrée dans la compétition lors du septième tour .
- Les clubs de Ligue 1 font leur entrée dans la compétition lors des trente-deuxième de finale.

| Club (Ligue 1)         | Saison précédente | Saison 2010-2011                                     |
| ---------------------- | ----------------- | ---------------------------------------------------- |
| Olympique de Marseille | 1/16 de finale    | 1/32 de finale c. Évian Thonon Gaillard (L2, div. 2) |
| Olympique lyonnais     | 1/16 de finale    | 1/16 de finale c. OGC Nice (L1, div. 1)              |
| AJ Auxerre             | 1/4 de finale     | 1/32 de finale c. ES Wasquehal (CFA2, div. 5)        |
| Lille OSC              | 1/32 de finale    | Vainqueur c. Paris SG (L1, div.1)                    |
| Montpellier HSC        | 1/32 de finale    | 1/32 de finale c. Stade de Reims (L2, div. 2)        |
| Girondins de Bordeaux  | 1/8 de finale     | 1/16 de finale c. Angers SCO (L2, div. 2)            |
| FC Lorient             | 1/32 de finale    | 1/4 de finale c. Lille OSC (L1, div. 1)              |
| AS Monaco              | Finale            | 1/32 de finale c. SO Chambéry (CFA2, div. 5)         |
| Stade rennais FC       | 1/8 de finale     | 1/8 de finale c. Stade de Reims (L2, div. 2)         |
| Valenciennes FC        | 1/32 de finale    | 1/32 de finale c. Angers SCO (L2, div. 2)            |
| Racing Club de Lens    | Demi-finale       | 1/32 de finale c. Paris Saint-Germain (L1, div. 1)   |
| AS Nancy-Lorraine      | 1/16 de finale    | 1/8 de finale c. Le Mans FC (L2, div. 2)             |
| Paris SG               | Vainqueur         | Finale c. Lille OSC (L1, div. 1)                     |
| Toulouse FC            | 1/16 de finale    | 1/32 de finale c. Paris FC (N, div. 3)               |
| OGC Nice               | 1/32 de finale    | 1/2 finale c. Lille OSC (L1, div. 1)                 |
| FC Sochaux             | 1/4 de finale     | 1/8 de finale c. SO Chambéry (CFA2, div. 5)          |
| AS Saint-Étienne       | 1/4 de finale     | 1/32 de finale c. Clermont Foot (L2, div. 2)         |
| SM Caen                | 1/32 de finale    | 1/32 de finale c. Olympique lyonnais (L1, div. 1)    |
| Stade brestois         | 1/8 de finale     | 1/16 de finale c. SO Chambéry (CFA2, div. 5)         |
| AC Arles-Avignon       | 7e tour           | 1/32 de finale c. CS Sedan (L2, div. 2)              |

| Club (Ligue 2)        | Saison précédente | Saison 2010-2011                                 |
| --------------------- | ----------------- | ------------------------------------------------ |
| Le Mans FC            | 1/16 de finale    | 1/4 de finale c. Paris SG (L1, div. 1)           |
| US Boulogne           | 1/4 de finale     | 1/16 de finale c. JA Drancy (CFA, div. 4)        |
| Grenoble Foot 38      | 1/16 de finale    | 8e tour c. Raon-l'Etape (CFA, div. 4)            |
| FC Metz               | 8e tour           | 1/8 de finale c. Lorient (L1, div. 1)            |
| Angers SCO            | 1/16 de finale    | 1/2 finale c. Paris SG (L1. div.1)               |
| Clermont Foot         | 7e tour           | 1/16 de finale c. Stade de Reims (L2, div. 2)    |
| Le Havre AC           | 7e tour           | 7e tour c. Angers SCO (L2, div. 2)               |
| Stade lavallois       | 1/32 de finale    | 8e tour c. US Créteil-Lusitanos (N, div. 3)      |
| Dijon FCO             | 8e tour           | 8e tour c. Jarville JF (CFA2, div. 5)            |
| Nîmes Olympique       | 8e tour           | 1/16 de finale c. AS Nancy-Lorraine (L1, div. 1) |
| Tours FC              | 1/32 de finale    | 7e tour c. UA Cognac (CFA2, div. 5)              |
| CS Sedan              | 1/16 de finale    | 1/16 de finale c. FC Metz (L2, div. 2)           |
| AC Ajaccio            | 1/16 de finale    | 8e tour c. AS Cannes (N, div. 3)                 |
| Vannes OC             | 1/8 de finale     | 1/32 de finale c. FC Lorient (L1, div. 1)        |
| FC Nantes             | 7e tour           | 1/8 de finale c. Lille OSC (L1, div. 1)          |
| LB Châteauroux        | 7e tour           | 8e tour c. Chauvigny US (DH, div. 6)             |
| FC Istres             | 7e tour           | 8e tour c. Nîmes Olympique (L2, div. 2)          |
| Évian Thonon Gaillard | 1/16 de finale    | 1/16 de finale c. RC Strasbourg (N, div. 3)      |
| Stade de Reims        | 6e tour           | 1/4 de finale c. OGC Nice (L1, div. 1)           |
| ESTAC Troyes          | 1/32 de finale    | 1/32 de finale c. FC Metz (L2, div. 2)           |